# ウィンターマジック
「ウィンターマジック」は、KARAの5枚目のシングル。2011年10月19日にユニバーサルミュージックから発売された。

## 概要
前作「GO GO サマー!」から約4か月ぶりのリリースであり、2011年3作目のシングル。
本作は日本語曲がオリジナルバージョンであり、朝鮮語曲は製作されていない。なお、日本語曲がオリジナルとなっているシングルタイトル曲は「ジェットコースターラブ」、「GO GO サマー!」に続き3作目だが、本作は初めて日本人の作曲家によって作曲された楽曲となった。
初回盤3種、通常盤の計4種形態で販売された。初回盤A・B・Cはそれぞれジャケットが異なり、通常盤は初回盤Cと同じ物が使われている。初回盤AにはDVD、初回盤Bには28Pフォトブック、初回盤Cにはボーナストラックが特典として表題曲「ウィンターマジック」のクリスマスバージョンが収録されている。また、初回盤全種類の初回封入特典として『ウィンターマジック豪華スペシャルグッズプレゼント』の応募券が同梱された。
本作の表題曲にはPVが製作されており、日本で初めてのストーリー仕立てになっている。

### 主な記録
2011年10月31日付のオリコン週間シングルチャートで3位を獲得。初動売上は7.8万枚を記録し、前作「GO GO サマー!」から約3.6万枚減少した。オリコン週間チャートへのTOP10入りは日本デビューシングル「ミスター」から5作連続。デイリーチャートでは10月18日付で4位、10月19日、10月22日から10月24日付の3日連続で最高位の2位、10月21日付で3位を獲得し7日連続でTOP5入りを果たした。
オリコン月間チャートでは2011年10月度で5位、2011年11月度で37位を獲得し、2か月連続でTOP50入りを果たした。また、2011年10月度の日本レコード協会のゴールド等認定でゴールドに認定された。
オリコン年間シングルチャートでは2011年度で64位を獲得し、2011年にリリースされたシングル全3作品が年間チャート入りを果たした。
2011年10月31日付のBillboard JAPAN HOT 100、Billboard JAPAN Hot Singles Sales、Billboard JAPAN Adult Contemporary Airplayで2位、Billboard Hot Top Airplayで7位を獲得した。
2011年10月21日放送分のミュージックステーション内のMステ パワーランキングでは3位、2011年10月15日付のFRIDAY SUPER COUNTDOWN 50では2位、2011年10月17日から10月23日調査分のサウンドスキャンの週間シングルCDソフトTOP20では2位、2011年10月29日放送分のCOUNT DOWN TV内のThis Week's TOP 100では3位、2011年10月12日から10月18日調査分のRIAJ有料音楽配信チャートで2位を獲得した。

## 批評
hotexpressの武川春奈は、「冬をイメージしたバラード曲であり、90年代のJ-POPを思わせるメロディ、透明感溢れるボーカルが大人の女性を感じさせる作品に仕上がっている。」と批評した。

## 収録曲
1. ウィンターマジック [4:53]
作詞・作曲：Simon Isogai、編曲：ArmySlick、M.I.
冬をイメージしたウィンターソング[6]。
2. ウィスパー [3:37]
作詞：NICE73、作曲・編曲：GEN
3. ウィンターマジック（Instrumental）
4. ウィスパー（Instrumental）
5. ウィンターマジック（X'mas Ver.） [5:07]
作詞・作曲：Simon Isogai、編曲：Yosuke Nimbari

※5曲目は初回盤Cにのみ収録。
DVD（初回盤Aのみ収録）
1. ウィンターマジック（Music Clip）
2. ウィンターマジック（Close-up Ver.）
3. ウィンターマジック（Music Clipオフショット）